# Hans Marklund
Hans Gilbert Marklund (Umeå, 25 de juny de 1958) és un director i coreògraf suec. És el creador de diversos dels principals programes televisius, com el Melodifestivalen, i funcions teatrals de Suècia.